# Viviane Wade
Viviane Wade née Vert (sinh ngày 13 tháng 9 năm 1932) là một nhân vật công cộng người gốc Sénégal gốc Pháp, từng là Đệ nhất phu nhân Sénégal từ năm 2000 đến 2012, với tư cách là vợ của Tổng thống Abdoulaye Wade.

## Cuộc sống ban đầu
Sinh ra ở Besançon, bà lớn lên ở Pháp. Bà gặp Abdoulaye Wade khi họ theo học Đại học Franche-Comté ở Besançon; họ đã kết hôn vào năm 1963.

## Đời sống chính trị
Abdoulaye Wade sau đó trở nên tích cực với tư cách là nhà lãnh đạo của Đảng Dân chủ Senegal đối lập. Sau cuộc bầu cử tổng thống năm 1993, trong đó Wade bị đánh bại, có một số bất ổn chính trị ở nước này và phó chủ tịch của Tòa án Hiến pháp, Babacar Seye, đã bị ám sát. Cả Abdoulaye và Viviane đều bị bắt và bỏ tù vì nghi ngờ có liên quan. Những cáo buộc này sau đó đã được bỏ, và ba người khác đã bị kết án vì tội giết người. Sau cuộc bầu cử của chồng với tư cách là Tổng thống Senegal năm 2000, Viviane trở thành Đệ nhất phu nhân.
Sau khi kết thúc nhiệm kỳ Chủ tịch của chồng, bà đã đóng cửa Tổ chức Giáo dục và Sức khỏe và khiến nhân viên trở nên dư thừa. Hai vợ chồng chuyển từ Senegal đến Paris.
Sau khi sự cáo buộc con trai bà, Karim, bị buộc tội tham nhũng, bà ủng hộ tuyên bố vô tội của ông và cho rằng các cáo buộc có động cơ chính trị. Wade đã ở với cựu Tổng thống ở Versailles khi các cáo buộc được công bố. Trước phiên tòa, bà đã thực hiện các chuyến đi hàng tuần từ Paris đến Dakar để thăm con trai; bà đã ở lại Pháp để chăm sóc ba bà con gái của anh ta vì cái chết của mẹ họ. Wade đã tham dự tất cả các phiên xét xử của mình, trong khi chồng bà không cho vay để hợp pháp hóa các thủ tục tố tụng.